# Frederick Neuhouser
Frederick Neuhouser – profesor filozofii w Barnard College, na Uniwersytecie Columbia, Nowy Jork.

## Życiorys
Neuhouser ukończył Wabash College (w Crawfordsville, stan Indiana) z wyróżnieniem ("summa cum laude").
Do momentu podjęcia zatrudnienia na Uniwersytecie Columbia, gdzie wcześniej napisał pracę doktorską, wykładał na Uniwersytecie Harvarda, Uniwersytecie California i w Uniwersytecie Cornella.
Neuhouser naucza i prowadzi badania w dziedzinie XIX-wiecznej klasycznej filozofii niemieckiego idealizmu i teorii społecznej w ramach filozofii kontynentalnej. W swych badaniach nad wkładem Hegla w filozofię społeczną uznaje, że najważniejszą kategorią, pozwalającą najlepiej zrozumieć tego myśliciela i ukazać jego ogromną płodność w rozpoznaniu procesów społecznych, jest idea "wolności społecznej" ("social freedom").
Obecnie prace Neuhousera są skoncentrowane na filozofii Rousseau, a dokładniej na pojęciach uznania, miłości własnej (amour propre) i racjonalności.

## Najważniejsze prace
- Fichte's Theory of Subjectivity (Cambridge University Press, 1990);
- Foundations of Hegel's Social Theory: Actualizing Freedom (Harvard University Press, 2000).